# 若雷吉貝里號戰艦
若雷吉貝里號戰艦（法語：Jauréguiberry）是法國海軍所建造的前無畏艦，其艦名來自前法國海軍上將伯納德·若雷吉貝里。本艦於1891年11月放置龍骨，1893年10月27日時首次下水，最後在1897年2月16日正式服役。若雷吉貝里號與查理·馬特號、卡諾號、馬塞納號、布韋號等4艦極為相似，但因設計上由不同的工程師來主導方案，造成每艘艦有些許差異，最後這5艦並未被列入同一船級。其主要武器由2門305公釐口徑1887年型主砲與2門274公釐口徑1887年型火砲組成，這4門火砲皆以單裝方式配置在砲塔內。艦體標準排水量落在11,818公噸（11,631長噸），整體推進系統可提供14,441匹指示馬力（10,769千瓦特）的動力，使最大航速達17節（31每小時；20英里每小時）。然而法國海軍在建造時對這5艦要求排水量限制，在後期產生一系列的問題，使得5艘准同型艦在性能上明顯遜於英國軍艦，其航行穩定性也較差，多樣式的火炮在作戰中也很難指揮。
服役後的若雷吉貝里號戰艦幾乎在地中海分艦隊度過，並曾參與過多次例行訓練和巡航演習。不過本艦也發生過多起事故，包括早期的的鍋爐爆炸及魚雷爆炸意外，導致在1897年的服役時間向後延。1902年及1905年時，本艦又發生2起魚雷爆炸外，接著在1905年8月訪問朴茨茅斯時又發生擱淺事故。到1907年時，由於有更多現代化戰艦陸續服役，若雷吉貝里號被轉移到後備役，不過本艦仍繼續參與海上演習及其他巡航行動。第一次世界大戰爆發後的前幾個月裡，若雷吉貝里號協助護衛來往於地中海海域的運輸艦隊。在1915年加里波利之戰時，若雷吉貝里號曾為登陸海麗絲岬的聯軍部隊提供砲火支援，接著在1916年後便駐紮在塞得港到戰爭結束為止。當若雷吉貝里號於1919年返回法國本土後，便立刻被除籍，並擔任宿舍船至1932年為止，最後於1934年出售拆解。

## 設計

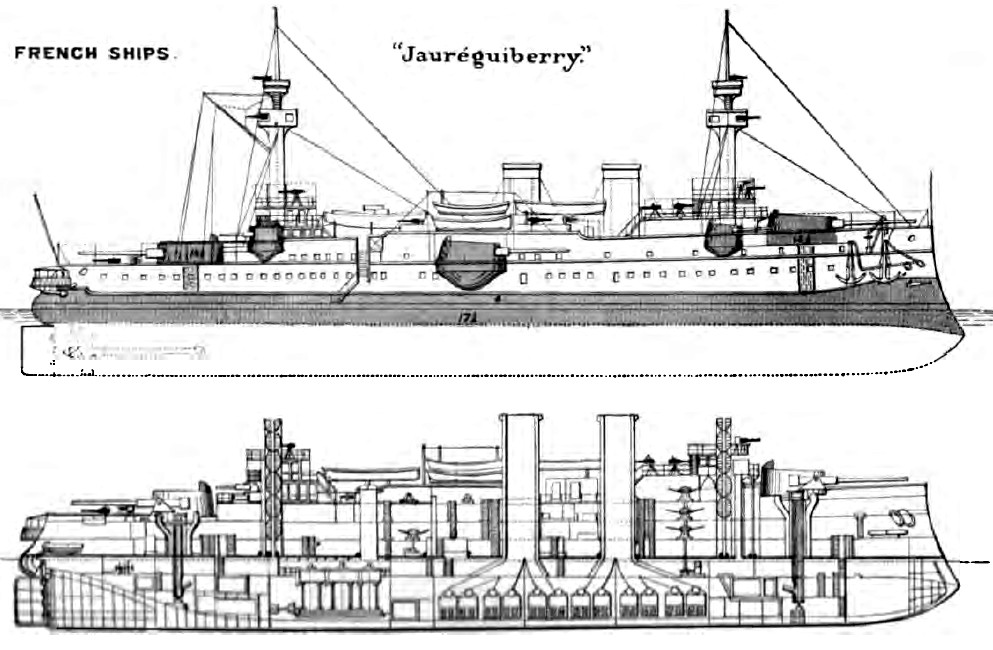
若雷吉貝里號的右視圖與剖面圖，出自1897年的布拉希海軍年鑑（Brassey's Naval Annual）。

1889年，英國皇家海軍通過《海军防务法案》，並開始建造8艘君權級戰艦，然而這次英國的大規模擴張海軍計畫刺激了法國海軍，導致法國政府在1890年通過海軍建造法案。該法案要求法國海軍可建造24艘舰队装甲舰（法語：Cuirasses d'escadre），以及其它多艘岸防艦、巡洋艦、魚雷艇等。計畫的第一期預計建造4艘艦隊裝甲艦，這些主力艦根據不同的設計人員建造，但具有相同的基本特徵，包括裝甲、武器、噸位等。法國海軍最高指揮部於1889年12月24日公布新主力艦的基本需求，包括排水量不可超過14,000公噸（14,000長噸；15,000短噸），主要武器由340（13英寸）與270（11英寸）口徑火炮組成，水線裝甲帶厚度需450（18英寸），最高航速則要在17節（31每小時；20英里每小時）左右。副砲需為140（5.5英寸）或160（6.3英寸）口徑，並盡可能地配備更多小口徑火炮。
若雷吉貝里號戰艦雖然是以布倫努斯號戰艦為基礎改進而來，但在主砲配置上並非是原先的全船軸線佈局方式，而是參考馬真塔號鐵甲艦採菱形佈局，將其中2門主砲以單裝方式配置在船舷中間兩側。儘管海軍部門限定排水量可達到14,000公噸（14,000長噸；15,000短噸），但因政治考量，議會拒絕海軍的增加支出提案，導致設計人員最後僅能將排水量限制在12,000公噸（12,000長噸；13,000短噸）左右。
5位海軍艦艇設計師向相關部門提交設計案，而若雷吉貝里號的設計師是在新地中海铸造与建设公司濱海拉塞訥船塢任職海軍建造主任的阿玛贝尔·拉加納（Amable Lagane）。拉加納曾監督過馬索級鐵甲艦馬真塔號的建造過程，而這影響了他對若雷吉貝里號戰艦的設計，使得若雷吉貝里號的船體外型與馬真塔號較為相似，並且與其他4艦相比顯得更短且更寬。儘管原先的海軍建造法案計畫在第一年僅需建造4艘主力艦，但最後改成訂購5艘艦，這5艘準同型艦分別為查理·馬特號、卡諾號、若雷吉貝里號、馬塞納號、布韋號。
在主要武器與次要武器佈局上，本艦降低先前法國設計師喜愛採用的船舷內傾及狹窄的上部甲板結構，另充分利用船舯的突出座，將一部分火炮配置在這些區域。在船艏與船艉處各有一座單裝主砲塔，然而因本艦全長與另4艘艦相比短少7（23英尺），導致主砲塔的位置過於靠近船艏與船艉。2門副炮同樣以單裝形式安裝在砲塔內，並配置在船舯突出座上。此外，若雷吉貝里號的設計也受到智利普拉特船長號鐵甲艦影響，這是由於普拉特船長號同樣是由拉加納所設計的，並且該艦是在法國建造後才外銷。由於該艦體積較小，為了節省空間，將副砲配置在雙聯裝砲塔內，而非傳統的炮廓佈局方式。拉加納後來在若雷吉貝里號的設計上同樣採取次要武器配置在雙聯裝砲塔方案，將8門138（5.4英寸）口徑火炮以雙聯裝方式配置在4座砲塔內，並以成對方式將4座砲塔配置在主砲塔後方左右兩側，使得本艦是這5艘艦中唯一採用此方案的戰艦，不過此方案較不受其他設計師青睞，因為他們當時認為此方案可能會造成火炮射速下降，並且在交火過程中更容易遭到敵方砲火的一次性打擊而損毀。在主砲塔運作上，拉加納採用電動馬達運轉模式來操作砲塔，這是法國首艘採用此技術的戰艦。
然而在服役期間，若雷吉貝里號等5艘準同型艦由於經常發生航行穩定性問題，其性能令人差強人意，1890年代晚期法國海軍建造總監白勞易曾稱這些軍艦特別容易傾覆。所有5艘艦都比英國建造的船舶還差，甚至比不上當時英國同時代的威嚴級戰艦。加上這5艘準同型艦在材料設備上缺乏一致性，在後期維修上造成許多困難；另外由於艦上使用多種砲彈的爆炸飛濺狀況難以區分，因此要建造在戰鬥條件下能適合數個口徑的炮台非常困難。由於在建造時有著排水量的限制，使得這5艘艦在服役期間遭遇到不少問題，特別是在穩定性與耐海性上面非常明顯。

### 整體特徵與推進系統
若雷吉貝里號艦體全長111.9（367英尺2英寸），舰宽23（75英尺6英寸），吃水深度8.45（27英尺9英寸）， 其正常排水量為11,818公噸（11,631長噸），滿載排水量為12,229公噸（12,040長噸），艦上另裝配2座設有戰鬥桅盤的重型軍用桅杆。1905年時，本艦艦長曾評比其次要武器防禦上太過輕裝，但艦體航行穩定，針對船員生活起居與整體佈局上合理且良好，總體來說仍是一艘出色且優良的軍艦。出航執勤時，本艦可容納631名船員。
本艦的推進系統由2組垂直型三脹式蒸汽機組成，整組推進系統由新地中海铸造与建设公司製造，每組推進系統驅動一5.7（18英尺8英寸）的螺旋槳。其動力來源自24台拉格斐尔·德阿斯特（Lagrafel d'Allest）式水管鍋爐，此型號鍋爐的工作壓力在15千克每平方（1,471千帕斯卡；213磅力每平方英寸）。海試期間，本艦在14,441匹指示馬力（10,769千瓦特）下達到最高航速17.71節（32.80每小時；20.38英里每小時）。所有被分配到6間鍋爐艙內，並利用導管將鍋爐排放的廢氣連接至船舯2座煙囪排放出去。出航執勤時，若雷吉貝里號燃煤正常載運量為750公噸（738長噸）；當燃煤載運量到達最大1,080公噸（1,063長噸）時，可確保本艦在10節（19每小時；12英里每小時）航速下，續航半徑來到3,920海里（7,260；4,510英里）。

### 武器配備

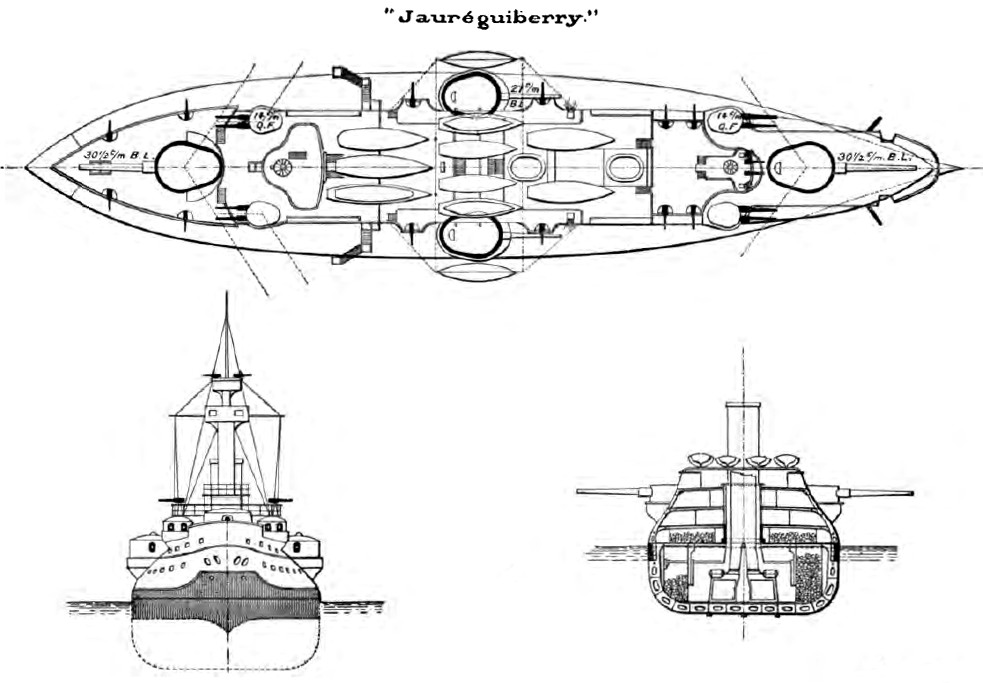
若雷吉貝里號的甲板與船體剖面圖，出自1897年的布拉希海軍年鑑（Brassey's Naval Annual）。

若雷吉貝里號戰艦的主要武器包括2門305公釐45倍徑1887年型主砲與2門274公釐45倍徑1893年型火砲。2門305（12.0英寸）口徑主砲以單裝方式分別配置在船艏與船艉處，其砲塔射界達250度，炮口仰角在負5度到正15度之間。此炮使用的砲彈為292（644英磅）重的鑄鐵彈、340（750英磅）重的穿甲彈或半穿甲彈，裝填速度為每分鐘1發，槍口初速為780每秒（2,600英尺每秒），在最大仰角下其射程半徑達12,000（13,000碼）。2門274（10.8英寸）口徑火砲同樣以單裝方式安裝在砲塔內，而這2座砲塔位在船舯處左右兩側船舷內傾的突出座上。此火炮同樣使用鑄鐵彈、穿甲彈、或半穿甲彈，火炮的槍口初速同樣與305（12.0英寸）口徑主砲相當。
8門138公釐1891年型火砲配置僅能手動操作的雙聯裝砲塔內，這些砲塔配置在上層建築角落區，其射界達160度，炮口仰角在負10度到正25度之間。此火炮使用的砲彈為30（66英磅）鑄鐵彈、35（77英磅）重的穿甲彈或半穿甲彈，其槍口初速在730至770每秒（2,400至2,500英尺每秒）之間；在最大仰角下，可將穿甲彈拋至15,000（16,000碼）遠的目標，其裝填速度為每分鐘4發。
為了加強反魚雷艇能力，艦上加裝許多輕裝火炮，不過火炮的數量在各個紀錄上卻存在分歧，這可能表示本艦在服役期間曾經歷過武器改裝工程。4門65公釐口徑1891年型火砲是歷史文獻中較無分歧的一項，該火炮槍口初速為715每秒（2,350英尺每秒），並且使用4.1（9.0英磅）重的砲彈。然而在47（1.9英寸）40倍徑哈其開斯3磅艦炮的數量上，東尼·吉本斯（Tony Gibbons）與羅伯特·加丁納（Robert Gardiner）的版本紀錄最初為12門，後來加裝至18門，不過德奧松（d'Ausson）的版本紀錄為14門；所有47（1.9英寸）口徑火炮配置在战斗桅楼與上層建築。其槍口初速為610每秒（2,000英尺每秒），使用的砲彈重量為1.49（3.3英磅），射程半徑最遠可達4,000（4,400碼）。裝填速度在理想上為每分鐘15發，但在實際運作下僅每分鐘7發。另外，吉本斯與加丁納的版本有紀錄本艦在前後上層建築設有8門37（1.5英寸）口徑哈其開斯5筒旋轉砲，但德奧松的版本卻無紀錄這一項目。其槍口初速為2,000英尺每秒（610每秒），可將1.1英磅（0.50）重的砲彈拋至3,500碼（3,200）遠的目標；裝填速度為每分鐘30發。
本艦另外在建造初期時曾加裝450（17.7英寸）口徑魚雷管，不過在數量上也因不同的紀錄而有所分歧。加丁納的版本紀錄艦上裝有4組450（17.7英寸）口徑魚雷管，其中2組在水面上區域，另外2組則在水面下區域。然而，德奧松的版本卻紀錄艦上共裝有6組450（17.7英寸）口徑魚雷管，其中4組平均分佈在船艏與船艉的水面上區域，另外2組則在艦舯處水面下區域。1906年改裝時，位在水面上區域的魚雷管皆全移除。450（17.7英寸）口徑魚雷管使用的魚雷為1892年型號，其彈頭為75（165英磅），並可設定航速在27.5節（50.9每小時；31.6英里每小時）或32.5節（60.2每小時；37.4英里每小時），其攻擊半徑分別為1,000（3,300英尺）或800（2,600英尺）。

### 裝甲防護
若雷吉貝里號在裝甲防護上共使用3,960公噸（3,897長噸）鎳鋼裝甲，相當於正常排水量的33.5％。其水線裝甲帶厚度在160—400（6.3—15.7英寸）之間。在水線裝甲帶上方裝有100（3.9英寸）厚的側面列板裝甲，以及裝設高度細分的堰艙。在水線上魚雷發射管處附近，上列板裝甲的厚度增加至170（6.7英寸）。另外，整個裝甲帶頂部與90（3.5英寸）厚的裝甲甲板連接。本艦的305（12英寸）口徑主砲塔裝甲厚度在側面及正面為370（15英寸），274（11英寸）口徑砲塔的裝甲厚度為280（11英寸）；副砲塔則以100（3.9英寸）厚的裝甲保護；司令塔的側面則使用250（9.8英寸）厚的裝甲保護。

## 服役歷程

### 第一次世界大戰前

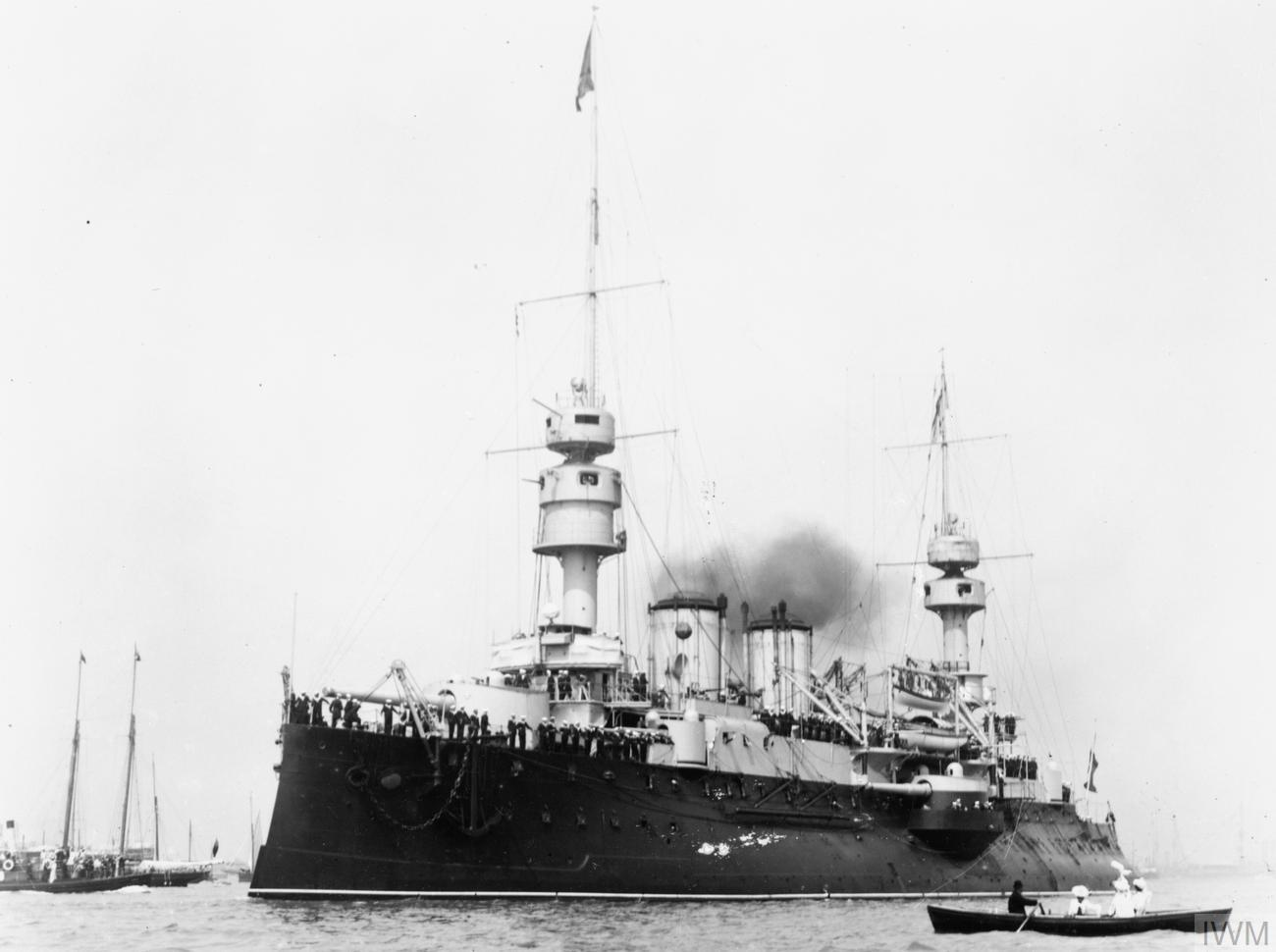
於1905年在斯皮特黑德的若雷吉貝里號。

若雷吉貝里號的艦名來源自前法國海軍上將伯納德·若雷吉貝里，法國海軍於1891年4月8日向濱海拉塞訥新地中海铸造与建设公司下訂本艦，並於同年4月23日放置龍骨。1893年10月27日時本艦首次下水，並於1896年1月30日開始進行海試作業。在6月10日的連續24小時推進系統運轉測試期間，一條連接鍋爐的管子突然爆裂，造成6人喪生，3人受傷。經過2個月後，本艦的主要武器在進行射擊測試時，又發生一起意外。若雷吉貝里號最後在1897年2月16日正式服役，然而在同年3月30日時，艦上一枚魚雷突然氣室爆炸而波及艦體，結果不得不將分派至地中海分艦隊的作業推遲至5月17日再執行。在此期間，艦上配備新型電氣化指令傳輸系統，該系統可將從射控中心的指令迅速傳送給火炮操作室，這與當時世界各國海軍標準使用的通話管相比之下是一大改進。本艦服役後，法國海軍將本艦及卡諾號、查理·馬特號派遣至1897年2月成立的國際分遣艦隊，該艦隊由奧匈帝國海軍、德意志帝國海軍、義大利皇家海軍、俄羅斯帝國海軍、英國皇家海軍、法國海軍組成，其目的主要為軍事介入1897年至1898年間，希臘克里特島反對派起義對抗鄂圖曼帝國。
在整個服役初期，若雷吉貝里號主要的任務幾乎是例行訓練，這些訓練包括砲兵訓練、與魚雷艇及潛艇的聯合演習，以及練習攻擊沿海防禦工事等。其中最大的一次演習發生在1900年3月至7月期間，此次是地中海分艦隊和北方分艦隊（Escadre du Nord）的聯合演習。1900年3月6日，若雷吉貝里號與高盧人號、查理曼號、布韋號、查理·馬特號，以及4艘防護巡洋艦一同前往胡安灣進行海上演習及夜間射擊訓練。接著在整個1900年4月期間，整個演習艦隊訪問許多地中海沿岸的法國港口，並於5月31日航行至科西嘉島，直到6月8日才離去。在地中海完成演習行動後，地中海分艦隊於6月下旬在葡萄牙里斯本沿海與北方分艦隊會合，然後在7月時前往基伯龍灣進行聯合演習。整個聯合演習於1900年7月19日由法國總統埃米勒·盧貝在瑟堡舉行的海軍閱兵典禮完結，緊接著地中海分艦隊於1900年8月1日開始返航，並在8月14日抵達土倫。
1902年1月20日，艦上又發生一起魚雷氣室爆炸意外，造成1名船員喪生，3人受傷。1902年9月，若雷吉貝里號護送海軍部長卡米爾·佩勒坦至比塞大。此時，本艦被分派至地中海分艦隊第二戰鬥總隊，與本艦在同一總隊的還有布韋號及旗艦耶拿號。若雷吉貝里號接下來於1902年10月隨地中海分艦隊的其它戰艦同航行至西班牙帕爾馬，整個艦隊在回到土倫的路途中時曾一度進行海上演習。由於新戰艦蘇弗朗號於1904年開始在地中海分艦隊服役，法國海軍就將若雷吉貝里號調往北方分艦隊，接著本艦於同年3月25日抵達布雷斯特與艦隊會合。1904年7月18日，當本艦在濃霧狀況下駛入布雷斯特港時，不小心撞到礁岩，所幸僅有輕微損傷。另外在1905年5月18日的魚雷發射演習期間，一枚魚雷的空氣瓶因螺絲鬆脫而發生爆裂，導致整個舵機艙進水被淹沒。
當若雷吉貝里號於1905年8月14日訪問朴茨茅斯時，不小心在外港擱淺一段時間。法國海軍後來於1907年2月將若雷吉貝里號調回地中海分艦隊，並分派至後備總隊，隔年又被轉編至第三總隊。1908年1月13日，若雷吉貝里號加入地中海巡航艦隊，與共和號、祖國號、高盧人號、查理曼號、聖路易號、馬塞納號等戰艦一同在地中海巡航，該艦隊首先前往胡安灣，然後到濱海自由城停留1個月左右的時間。1909年，法國海軍將第三與第四總隊獨立出來，重新改編為第2獨立分艦隊，並於1910年將此艦隊佈署到大西洋海域。從1910年9月29日開始，若雷吉貝里號的鍋爐管在瑟堡進行改裝。在改裝期間，本艦於1911年9月4日參加在土倫舉行的海軍閱兵典禮。1912年10月，第2獨立分艦隊被併回地中海分艦隊。1913年10月，若雷吉貝里號被轉移到訓練總隊。在此期間，艦上裝備一組實驗性的射控系統，並進行一系列的測試；在測試完成後，法國海軍將此射控系統用於新戰艦孤拔級上。若雷吉貝里號於1914年4月成為艦隊旗艦，由海軍准將加布里埃爾·達里厄指揮，與本艦在同一艦隊的還有查理曼號、波蒂奥號裝甲巡洋艦、德·昂特雷卡斯托號防護巡洋艦等。

### 第一次世界大戰期間

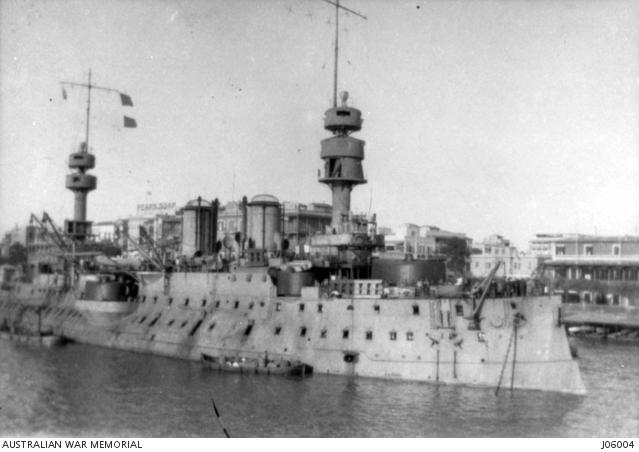
於1915年在塞得港的若雷吉貝里號戰艦。

當第一次世界大戰於1914年7月底爆發後，法國政府於1914年8月1日宣布全國動員。海軍上將奧古斯汀·布埃·德·拉佩雷爾於次日下令所有法國艦隊在22：15時開始運轉鍋爐，讓軍艦在次日時能早些啟程。幾乎所有艦隊都被派往法屬北非，並將當地的陸軍及駐防單位陸續藉由運輸艦調回法國本土，以便有足夠的人力來抵抗德國入侵。若雷吉貝里號與其它戰艦則是在一旁護航運輸艦，另外試圖阻止德艦格本号可能發動的襲擊，不過格本号後來前往君士坦丁堡，使得本艦在護航過程中沒有與德艦相遇過。但法國海軍當時未掌握這項訊息，為了避免遇襲，仍於1914年8月4日將若雷吉貝里號與布韋號、蘇弗朗號、高盧人號一同派往法屬阿爾及利亞奧蘭進行防禦。另外在1914年9月時，若雷吉貝里號還護送一支從印度前來，經過地中海海域的運輸艦隊。1914年12月至1915年2月期間，本艦駐紮在比塞大待命，接著駛往塞得港與敘利亞總隊（Syrian Division）會合，並同時成為總隊旗艦，由海軍中將路易·達爾蒂熱·杜傅爾內指揮，與本艦一同的還包括聖路易號、奧什號鐵甲艦、德·昂特雷卡斯托號防護巡洋艦等。
1915年3月25日，若雷吉貝里號離開塞德港，前往達達尼爾海峽支援英法聯軍在加里波利之戰中突破鄂圖曼帝國於達達尼爾海峽所設下的防線；當時英法聯軍曾在1915年3月17日派遣艦隊試圖從海路突破防線，但這場戰鬥卻造成布韋號沉沒，蘇弗朗號及高盧人號皆因重創而撤回本土大修，迫使指揮當地法軍艦隊的海軍准將埃米爾·保羅·阿馬布勒·蓋普拉特要求立刻調遣若雷吉貝里號與聖路易號前來支援，以便能暫時彌補先前海戰所受到的損失。當若雷吉貝里號於1915年4月1日抵達目的地後，蓋普拉特立刻指定本艦為接下來行動的艦隊旗艦，並將指揮所從查理曼號轉移至本艦。到了1915年5月下旬，法國海軍在該海域已有聖路易號、查理曼號、祖國號、奧什號，加上已修復的蘇弗朗號，法國艦隊已經在達達尼爾海峽恢復到原有戰力；法國海軍接著把這些軍艦組成第三戰鬥總隊。緊接著若雷吉貝里號隨艦隊支援於4月25日在海麗絲岬登陸的陸軍單位；在此期間，法國部隊在達達尼爾海峽亞洲一側進行登陸作戰，試圖轉移敵軍的注意力。在登陸作戰期間，若雷吉貝里號與其它法國軍艦遭到在海峽兩側的鄂圖曼岸防砲上嚴重壓制，無法為在海麗絲岬登陸的主要部隊提供足夠的砲火支援。若雷吉貝里號接下來繼續登陸作戰區提供砲火支援至5月26日，其中包括支援5月6日第二次克里西亞戰役中聯軍的攻勢。儘管本艦在4月30日及5月5日時曾遭到鄂圖曼砲火輕微損傷，但本艦的砲火支援仍持續提供未曾間斷。
法國海軍接著在1915年7月19日將若雷吉貝里號召回塞得港，並於1915年8月13日派遣本艦前往砲擊鄂圖曼的領地海法。1915年8月19日，若雷吉貝里號再度擔任敘利亞總隊旗艦，並在9月1日參與佔領艾爾瓦德島及其它在敘利亞沿岸以外的軍事任務，直到1916年1月才轉往伊斯梅利亞，加強蘇伊士運河的防禦實力；不過若雷吉貝里號僅待一小段時間就返回塞得港。1916年11月25日至12月26日期間，若雷吉貝里號在馬耳他進行改裝作業，結束後返回塞得港待命。1917年時，若雷吉貝里號上的一部分火炮被拆卸下來，這些火炮被運往蘇伊士運河來加強其防禦能力。緊接著在1918年後，法國海軍將本艦轉為後備役。第一次世界大戰結束後，若雷吉貝里號於1919年3月6日返回土倫退役，接著於1919年3月30日轉移至工程人員培訓學校當作宿舍船。法國海軍在1920年6月20日將若雷吉貝里號從海軍名錄上除籍，但本艦仍持續停靠在培訓學校至1932年為止，最後在1934年6月23日以1,147,000法郎出售拆解。

## 外部連結
- . fantasque.free.fr.   [2019-01-26]. （原始内容存档于2019-01-26） （法语）.
- . Battleships-Cruisers.co.uk.   [2019-01-26]. （原始内容存档于2013-04-19） （英语）.